# Creación de los enanos
La Creación de los Enanos es el mito por el que se explica la creación de los Enanos en Arda, según el cual el Vala Aulë los creó a partir de la roca durante las Edades de los Árboles.
En el principio del tiempo, probablemente al inicio de las Edades de los Árboles, Aulë se escondió de los otros Valar para hacer una labor que ansiaba hacer. Él, como todos los Valar, esperaba ansioso la venida de los Hijos de Eru, los elfos y los hombres. Pero como se dice en la Creación de Arda, Aulë también tenía un espíritu ansioso por crear cosas vivas, a las cuales llamar por su propio nombre, aunque no quería dominarlas sino donarlas, al contrario de Melkor. Y fue por ello que, escondido entre las montañas, formó (algunos dicen que a partir de piedra, lo cierto es que tuvo que ser una sustancia muy dura dada la resistencia tan alta de sus criaturas a muchas cosas) a los enanos: los Siete Padres y las Seis Madres de los Enanos, y como jefe de todos a Durin (que no tenía pareja). Les proporcionó movimiento y habla y les enseñó un lenguaje que había inventado para ellos: el khuzdul. Los había hecho fuertes y resistentes, pues en ese entonces el peligro de ser víctimas de las torturas de Melkor estaba latente, y su dureza les permitiría resistir. Aulë se encontraba lleno de gozo por sus nuevas criaturas.
Sin embargo, nada escapaba a Ilúvatar (Eru), que en ese momento habló a Aulë preguntándole por lo que acababa de hacer, pues no le había dado permiso para ello. Aulë, apenado, le contestó que ansiaba tanto ver a los Hijos de Eru, que se impacientó, y por ello creó él esas criaturas para que conocieran las maravillas de Arda que Eru creó. Ilúvatar entonces lo reconvino, diciéndole que sus criaturas, por más que él quisiera, no eran auténticas, y no eran verdaderamente libres ni tenían verdadera vida, que sólo Él podría darles, y que sus criaturas eran en ese momento como simples marionetas, que cuando él dejara de pensar en ellas, se quedarían quietas, sin pensar ni hacer nada, pues necesitarían que Aulë estuviera todo el tiempo pensando en ellas para seguir 'viviendo'. 
Aulë, arrepentido, le dio la razón a su Creador, y entonces le dijo que había actuado como un niño, que admirando en todo a su padre, quería imitarlo y por eso había intentado crear algo también él, y que como un niño, no le quedaba de otra más que ofrecerle esas imperfectas creaciones a su padre. Pero entonces Aulë recapacitó aún más y reconoció que había sido muy orgulloso y que mejor sería que sus creaciones fueran destruidas. Aulë levantó su martillo y estaba a punto de aplastar a los enanos, cuando estos asustados se agacharon implorando piedad. Entonces Eru lo detuvo y le dijo que se diera cuenta de lo que acababa de pasar. Aulë estaba siendo muy sincero al querer ofrecerle sus criaturas a su Creador, e incluso a destruirlas, y mientras tanto Eru ya les había regalado su libre albedrío, por lo que los enanos se agacharon con miedo.
Aulë, contento, reconoció su sabiduría y le agradeció a Eru el regalo de permitir que sus creaciones pudieran conocer Arda como sus Hijos lo harían cuando despertaran, pero Eru le recordó que era su deseo que sus Hijos, por lo menos los de su elección, fueran los primeros en conocer Arda, y no dejaría que los hijos de Aulë lo hicieran primero, por lo que Aulë debía sumirlos en un sueño profundo, hasta el momento en que Eru los despertaría también, y los tomaría también como hijos suyos, sus hijos adoptivos. Aulë, obedientemente, los durmió.

## El Despertar de los Enanos
Cuando los Elfos iniciaron su Gran Marcha desde Cuiviénen, en las Edades de los Árboles; Los Enanos despertaron en el Monte Gundabad. El Primero en hacerlo fue Durin y como no tenía pareja, marchó, solo, hacia el sur caminado paralelo a las Montañas Nubladas y al llegar al valle de Azanulbizar quedó maravillado por la belleza del lugar. Por ello decidió fundar su Morada, llamada Khazad-dûm.
Más tarde convocó a los Otros Padres de los Enanos, que vivieron un tiempo en Moria, para luego marchar, cada uno con su pueblo, a los lugares donde se instalarían definitivamente.

## Relación con la subcreación
Este relato es uno de los más representativos con respecto al tema de la subcreación, concepto que Tolkien creó para referirse a su labor como escritor y para la labor de los artistas en general, o inclusive para tratar sobre el papel del hombre y la tecnología en el mundo.
En el relato, el Vala Aulë es como 'un niño imitando a su padre', y así lo reconoce ante Eru, pues su labor de crear los enanos es reflejo de lo que Tolkien diría que hace un artista.